# Estallido de lago
Un estallido de lago (en antiguo irlandés: tomaidm, irlandés: tomhaidhm) es un fenómeno referido en la mitología irlandesa, en la que un lago anteriormente inexistente viene a ser, a menudo cuándo una tumba está siendo cavada. Parte de las historias de los estallidos de lagos pueden originarse en cambios hidrográficos repentinos alrededor de las llanuras o turloughs. Otros estallidos de lagos vienen refiriéndose a las explosiones de estuarios marinos, de bahías y ensenadas, como la Bahía de Galway, Strangford Lough, la Bahía de Dundrum, Belfast Lough, el Puerto de Waterford y la boca del Río Erne. Algunos de estos distritos costeros eran renombrados por sus bosques prehistóricos ahogados, el cual dio causa a varios mitos de inundación.
Los bardos medievales tuvieron un género especial de poemas de los estallidos de lagos llamaron tomamond. Algunas narrativas algo elaboradas del los siglos 11.º- o de 12.º han sobrevivido alrededor de la Bahía de Galway, el Lago Neagh y el Lago Ree, los cuales parecen estar relacionados con similares (aun así menos antiguas) historias en Gales (Cantre'r Gwaelod, Llys Helig, Lago Bala, Llynclys), Cornwall (Lyonesse), Britania (Ys) y Normandía (Forêt de Scissy). Una leyenda frisia del siglo 16.º, probablemente tomada prestada de ejemplos irlandeses, hace referencia a los orígenes del Zuiderzee. Otros textos irlandeses se refieren a la erupción del Río Boyne y a otros ríos. Los poemas del lago-estallado de Lough Erne y la erupción de Brí (dónde el carácter legendario Midir vivió) se han perdido. En Gales la el mito de inundación está elaborado en la historia de Dwyfan y Dwyfach, que salvaron a personas y animales del diluvio grande causado por el monstruo Avanc viviendo en Llyn Llion (posiblemente el Lago Bala). Su contraparte irlandés narrado en el Lebor Gabála Érenn se enlaza solamente con la historia Bíblica del Diluvio de Noé.
El tema está relacionado con la historia clásica del guerrero Marco Curcio, de quién se dice se echó dentro del Lago Curcio cerca del Foro Romanum para detener una sima hecha por el río Tíber. Una historia similar fue contada sobre el Rey Midas.

## Identificación
No todos los lagos mencionados en las fuentes medievales pueden ser identificados con certeza. Loch Lainglinne, por ejemplo, podría ser otra referencia a Belfast Lough, el cual era conocido como Loch Laoigh o Loch Laigh.
Aparentemente, los irlandeses medievales estuvieron convencidos de que casi todos sus lagos había emergido después de la inundación de Noé. Sus mitos sugieren aquella recuperación de tierra y la deforestación fueron mano a mano con la inundación estacional de llanuras bajas. Según el texto corrompido de Lebor Gabála Érenn el rey Partolón encontró sólo tres lagos o bahías: Loch Fordremain en Sliab Mis de Mumhan (Tralee Bahía), Loch Lumnig (probablemente  Loch Lurgan o Galway Bahía) en Tir Encontrar y Loch Cera o Findloch sobre las fronteras de Irrus. Curiosamente, varios lagos importantes y outlets, como Lough Corrib, Lough Derg (Shannon), el Estuario de Shannon y el puerto de Killary no son mencionados en todos los mitos conocidos. Esto puede implicar que al menos algunos estallidos de lagos mencionados han sido erróneamente identificado con lagos más pequeños, dónde, de hecho,  referían a uno de los lagos importantes. [La cita necesitada] Lough Derg (Úlster), además, estuvo identificado en la Vida de San Patricio como la ubicación del Purgatorio.
Las llanuras que presuntamente habían sido inundadas tuvieron nombres especiales que han sido preservados en un manuscrito del siglo XVI.

## Lista de estallidos de lagos

### Del tiempo deFionn mac Cumhaill
- Galway Bahía o Loch Lurgan.[6]

### Tiempo dePartolón[7]
- Loch Laighlinne En Ui mac Uais de Brega (Laighlinne  grave)
- Loch Rudraige, en Ulaid (Rudraige  grave)[8]
- Loch Techet, en Connachta
- Loch Mese, en Connachta
- Loch Con, en Connachta
- Loch Echtra, en Airgialla (entre Sliabh Modharn y Sliabh Fuaid), "lleno de cisnes"
- Loch Cuan En Ulaid, una inundación del mar sobre la tierra de Brena, o por el río Brena - la séptima erupción de lago

### Tiempo deNemed[9]
- Loch Annind (Annind  grave)
- Loch Cal En Ui Niallain
- Loch Munremair En Luigne
- Loch Dairbrech (Otro rey  grave)

### Tiempo deÉremón[10]
- Loch Cimbe
- Loch Buadhaigh
- Loch Baadh
- Loch Ren
- Loch Finnhaighe
- Loch Greine
- Loch Riach
- Loch Chaech, en Leinster
- Loch Laegh, en Úlster

### Tiempo de Tigernmas
- Loch Uair, en Meath
- Loch n-Iairn
- Loch Ce, en Connaught
- Loch Saileann
- Loch nAilleann, en Connaught
- Loch Feabhail
- Loch Gabhair
- Dubhloch
- Loch Dabhall, en Oirghialla.

### Tiempo de Óengus Olmucaid
- Aenbheithe, en Ui Cremhthainn
- Loch Saileach
- Loch Na nGasan, en Magh Luirg, en Connaught
- La erupción del mar entre Eabha y Ros Cette

### Tiempo de Óengus El Mac Oc
- Lough Neagh